# Dysonia zikani
Dysonia zikani är en insektsart som beskrevs av Costa Lima och Guitton 1960. Dysonia zikani ingår i släktet Dysonia och familjen vårtbitare. Inga underarter finns listade i Catalogue of Life.